# 1417

## Родени
- 23 февруари – Павел II, римски папа

## Починали
- 17 ноември – Евренос, османски пълководец